# Głębokie Gardło (pseudonim)

Mark Felt – Głębokie Gardło

Głębokie Gardło (ang. Deep Throat) – pseudonim niezidentyfikowanej przez długi czas osoby będącej źródłem przecieku, który doprowadził do wybuchu Afery Watergate i w konsekwencji do dymisji prezydenta Richarda Nixona. Sprawa tożsamości Głębokiego Gardła budziła do niedawna niezwykle żywe emocje w USA. Reporterzy Bob Woodward i Carl Bernstein, którzy opisali aferę, odmawiali jej ujawnienia.
Pseudonim zaczerpnięto z tytułu popularnego filmu pornograficznego z 1972 r. – Głębokie gardło.
31 maja 2005 r. Mark Felt na łamach gazety Vanity Fair ujawnił, że to on był źródłem informacji o aferze Watergate. Potwierdzili to obaj dziennikarze.

## Podejrzewane źródła przecieku
Lista miała charakter czysto spekulacyjny, ale te właśnie osoby były podejrzewane o bycia Głębokim Gardłem: 
- Henry Kissinger – doradca Nixona ds. bezpieczeństwa narodowego a następnie sekretarz stanu. John Ehrlichman wskazywał właśnie na niego.
- George H.W. Bush – przyszły prezydent, a w owym czasie ambasador USA przy ONZ.
- Alexander Haig – szef personelu Białego Domu.
- Pat Buchanan – jeden z doradców Nixona i autor jego przemówień.
- Ben Stein –  autor prezydenckich przemówień.
- Melvin R. Laird – sekretarz obrony.
- William H. Rehnquist – ówczesny sędzia Sądu Najwyższego, potem w latach 1986–2005 jego prezes
- William Colby – wysoki urzędnik CIA.

Bob Woodward przyznawał jedynie, że jest to mężczyzna i że był on specyficzną figurą w administracji Nixona.

## Ujawnienie źródła przecieku
W maju 2005 91-letni Mark Felt ujawnił, że to on był legendarnym informatorem w aferze Watergate, która była przyczyną rezygnacji Richarda Nixona w 1974 r. z fotela prezydenckiego. Felt był numerem dwa w FBI.

## Znajomość Woodwarda i Felta
Bob Woodward poznał Marka Felta przypadkowo podczas wizyty w Białym Domu w roku 1970. Woodward służył wówczas w Marynarce Wojennej USA jako podwładny szefa operacji morskich, adm. Thomasa H. Moorera, i niekiedy dostarczał dokumenty do Białego Domu. Woodward i Felt spotkali się w poczekalni przed Pokojem Sytuacyjnym, który znajduje się w zachodnim skrzydle Białego Domu. Podczas nawiązanej spontanicznie rozmowy Woodward dowiedział się, że Felt jest zastępcą dyrektora FBI. O przyjaźni, która została między nimi zawarta, przesądziły też zbieżności w ich życiorysach – obaj studiowali na George Washington University, obaj pracowali w pewnym okresie w biurach reprezentantów swoich rodzinnych stanów w Kongresie i Senacie. 
Dla Woodwarda, który w tym czasie nie potrafił zdecydować się co do swej dalszej drogi zawodowej, Felt stał się kimś w rodzaju mentora. Wielokrotnie, w różnych momentach (m.in. po rezygnacji z dalszych studiów prawniczych i po podjęciu pracy w lokalnym tygodniku Montgomery Sentinel) Woodward radził się Felta. Kontakt został utrzymany także po przyjęciu Woodwarda do pracy w Washington Post. Felt pomagał dziennikarzowi w trakcie śledztwa dotyczącego niedoszłego zabójcy gubernatora Alabamy George’a Wallace’a, a także w sprawie przyjęcia łapówki przez wiceprezydenta Spiro T. Agnew.

## Współpraca podczas Watergate
Współpraca w czasie ujawniania afery Watergate nacechowana była dużą ostrożnością ze strony Felta. Jako faktycznie drugi w hierarchii człowiek w FBI, a także doskonale znający się na metodach inwigilacji, Felt narzucił Woodwardowi ostre zasady dotyczące bezpieczeństwa ich spotkań, które odbywały się na podziemnym parkingu w Rosslyn, obok mostu Key Bridge, zwykle o godzinie 2:00 w nocy. 
Chęć spotkania Woodward miał sygnalizować cofając doniczkę z kawałkiem czerwonego materiału na balkonie swojego mieszkania. Gdyby chęć przekazania informacji wyjść miała ze strony Felta, miał o tym poinformować Woodwarda zakreślając stronę 20 The New York Timesa, dostarczanego każdego ranka dziennikarzowi do mieszkania. Na stronie tej miały się znajdować również wyrysowane wskazówki zegara, określające godzinę spotkania.
Woodward został również poinstruowany, jakie środki bezpieczeństwa zachować ma podczas wyjazdu na spotkanie: budynek, w którym mieszkał, opuścić miał tylnymi schodami, a następnie złapać taksówkę. Taksówką tą dojechać miał do hotelu, w pobliżu którego można złapać o północy inne taksówki, przesiąść się i dopiero wtedy jechać do Rosslyn. Woodward miał wysiąść kilka przecznic od miejsca spotkania i dopiero po uzyskaniu pewności, że nie jest śledzony, stawić się na najniższym poziomie podziemnego parkingu.
Wypowiadając się o motywach działania Felta, Woodward zwraca uwagę na chęć ochrony przez niego FBI, nad którym prezydent Richard Nixon starał się przejąć kontrolę, nominując na dyrektora swego poplecznika, L. Patricka Graya III. Woodward spekuluje także, iż ważny mógł być wątek ambicjonalny – bezpośrednio po śmierci Edgara J. Hoovera to właśnie Mark Felt miał największe szanse zostać dyrektorem biura, czemu zapobiegł Nixon.

## Nawiązania
Pseudonim Głębokie Gardło nosi również jeden z bohaterów serialu Z Archiwum X – człowiek o nieujawnionej tożsamości, prawdopodobnie z otoczenia rządu, będący tajnym informatorem agenta FBI, Foxa Muldera.
Nazwa Deep Throat przewinęła się również przez grę video zatytułowaną Metal Gear Solid. Właśnie w ten sposób mówił o sobie Frank Jaeger, potajemnie pomagając głównemu bohaterowi. Do Głębokiego Gardła nawiązuje także gra Scrapland – gdzie tajemniczy informator głównego bohatera do niemal samego końca gry jest znany tylko pod tym pseudonimem.
Pseudonimem tym chciał się nazwać Solomon Hancock, bohater serialu Newsroom, kiedy po raz pierwszy, jako "spóźniony na obiad", miał się spotkać z wydawcą wiadomości ACN – Charliem Skinnerem.